# Rhodostemonodaphne synandra
Rhodostemonodaphne synandra là loài thực vật có hoa trong họ Nguyệt quế. Loài này được van der Werff miêu tả khoa học đầu tiên năm 1991.